# La Loi du talion
 (août 2016).
Si vous disposez d'ouvrages ou d'articles de référence ou si vous connaissez des sites web de qualité traitant du thème abordé ici, merci de compléter l'article en donnant les références utiles à sa vérifiabilité et en les liant à la section « Notes et références ».
Pour l’article homonyme, voir Loi du talion.
Pour plus de détails, voir Fiche technique et Distribution.
La Loi du talion (Darker than Amber) est un film américain sorti en 1970 réalisé par Robert Clouse.

## Synopsis
Travis McGee pêchait tranquillement avec un ami lorsqu'ils aperçoivent une femme jetée par-dessus le pont avec les chevilles dans un bloc de ciment (une ancienne prostituée). McGee parvient à la sauver et tente de démanteler le réseau de prostitution qui est responsable de cette tentative d'assassinat. Mais un assassin dangereux du nom de Terry est lancé à leurs trousses.

## Fiche technique
- Titre français : La Loi du talion
- Titre original : Darker than Amber
- Réalisation : Robert Clouse
- Scénario : Ed Waters d'après un roman de John D. MacDonald
- Musique : John Parker
- Photographie : Frank V. Phillips
- Montage : Fred Chulack
- Ddécors : Jack T. Collis
- Costumes : Richard Bruno
- Maquillage : Guy Del Russo et Marie Del Russo
- Production : Walter Seltzer
  - Production exécutive : Jack Reeves
- Compagnies de production : Cinema Center Films et Major Pictures Production
- Compagnie de distribution : National General Pictures
- Pays d'origine :  États-Unis
- Langue : anglais
- Format : couleurs (Technicolor) - 2,35:1 (CinémaScope) - 35 mm - son mono
- Genre : aventures
- Durée : 96 minutes
- Dates de sortie : 
  - États-Unis : 12 août 1970
  - France : 21 juillet 1971

## Distribution
- Rod Taylor : Travis McGee
- Theodore Bikel : Meyer
- Suzy Kendall : Vangie
- William Smith : Terry Bartell
- Jane Russell : Alabama Tigress
- Janet MacLachlan : Noreen
- Robert Philipps : Griff
- Harry A. Wood : Judson

## Accueil
Si le film fit un gros flop lors de sa sortie, il a acquis le statut de film culte aux États-Unis. La scène d'affrontement entre Travis McGee (Rod Taylor) et l'assassin (William Smith) est considérée comme une des scènes de combat les plus réalistes de l'histoire du cinéma ; en effet, la légende veut que certains coups donnés par les deux acteurs soient biens réels.[réf. nécessaire]